# Peter Bourjos
Peter Christopher Bourjos (né le 31 mars 1987 à Park Ridge, Illinois, États-Unis) est un ancien voltigeur de la Ligue majeure de baseball.

## Carrière

### Ligues mineures
Peter Bourjos est repêché en 10e ronde en 2005 par les Angels de Los Angeles.
Bourjos est considéré en 2008 le 9e meilleur joueur d'avenir de l'organisation des Angels, selon Baseball America. Le respecté magazine le classe aussi comme coureur le plus rapide et meilleur joueur de champ extérieur défensif du réseau de filiales de la franchise. En 2010, Baseball America a hissé Bourjos au second rang des joueurs d'avenir des Angels, devancé seulement par le receveur Hank Conger.
En 2008, alors qu'il évolue en ligues mineures pour les Quakes de Rancho Cucamonga de la Ligue de la Californie, un club de classe A+ affilié aux Angels, Peter Bourjos réussit 50 vols de buts en plus de produire 51 points en 121 matchs.
En 2009 pour les Travelers de l'Arkansas (Double-A) de la Ligue du Texas, il produit 51 points en 110 parties et vole 32 buts.
En 2010, il gradue en classe Triple-A chez les Bees de Salt Lake de la Ligue de la côte du Pacifique et compte 52 points produits et 27 buts volés avec une moyenne au bâton de ,314 en 102 parties lorsqu'il est appelé dans les Ligues majeures. Les Angels retranchent le lanceur de relève Bobby Cassevah le 3 août pour lui faire place dans leur effectif.

### Angels de Los Angeles

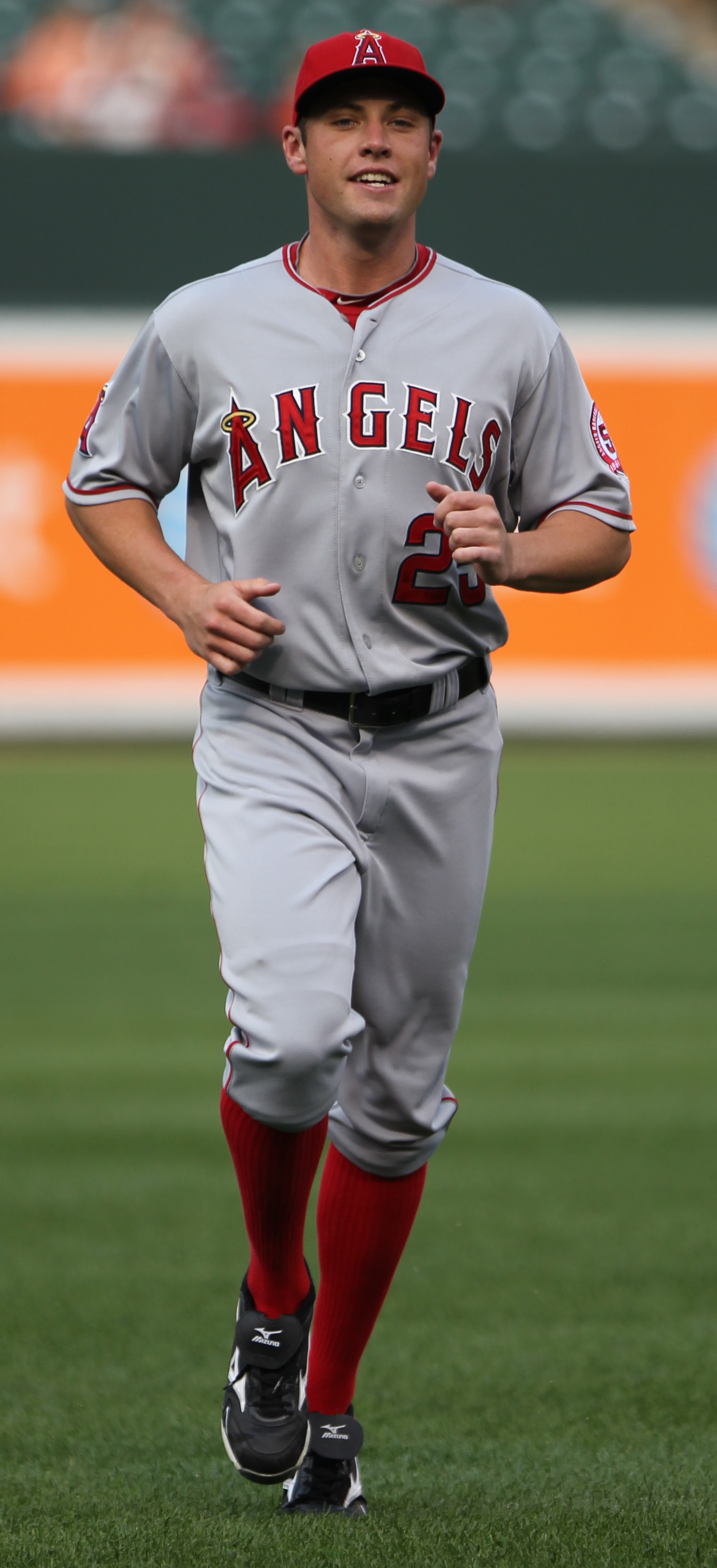
Peter Bourjos en 2011 avec les Angels.

#### Saison 2010
Bourjos joue son premier match dans les majeures avec les Angels de Los Angeles le 3 août 2010, alors qu'il est le voltigeur de centre partant de son équipe à Baltimore contre les Orioles. Il obtient son premier coup sûr au plus haut niveau le lendemain aux dépens du lanceur Brian Matusz, des Orioles. Le 21 août suivant, contre Kevin Slowey des Twins du Minnesota, il frappe son premier circuit. Il réussit 6 circuits et 15 points produits malgré une faible moyenne au bâton de ,204 en 51 parties pour les Angels en 2010. Il réussit de plus 10 vols de buts.

#### Saison 2011
À sa première saison entière en 2011, il est au poste pour 147 matchs des Angels. Frappant pour ,271 de moyenne au bâton, Bourjos réussit 12 circuits, 43 points produits et 22 buts volés. Il mène tous les frappeurs de la Ligue américaine avec 11 triples.

#### Saison 2012
L'émergence de Mike Trout chez les Angels réduit considérablement le temps de jeu de Bourjos à ses deux dernières années en Californie. Trout joue parfois au champ gauche pour céder la place à Bourjos au centre, mais les Angels ont un surplus de voltigeurs à cette position, ce qui alimente les rumeurs d'échange. Celles-ci prennent près de deux ans à se concrétiser, Bourjos connaissant une difficile saison 2012 avec une faible moyenne au bâton de ,220 en 101 parties. Il claque 3 circuits, marque 27 points, en produit 23 et ne vole que 3 buts. Il ne réussit aucun triple durant la saison.

#### Saison 2013
La saison 2013 de Bourjos est marquée par les blessures. Il se brise le poignet droit et doit subir une opération en fin d'année. Il ne dispute que 55 parties et frappe pour ,274 avec 3 triples, circuits, 26 points marqués, 12 points produits et 6 buts volés. 

### Cardinals de Saint-Louis
Le 22 novembre 2013, les Angels transfèrent Peter Bourjos et le voltigeur des ligues mineures Randal Grichuk aux Cardinals de Saint-Louis contre le joueur de troisième but David Freese et le lanceur droitier Fernando Salas. En 2014, Bourjos dispute 119 matchs des Cardinals mais sa moyenne au bâton chute à ,231. Il réussit 4 circuits, 5 triples, 9 buts volés, marque 32 points et en produit 24.

### Phillies de Philadelphie
Le 2 décembre 2015, Bourjos est réclamé au ballottage par les Phillies de Philadelphie.

### Rays de Tampa Bay
Le 30 janvier 2017, il signe un contrat avec les White Sox de Chicago. Le 28 mars 2017, à la fin du camp d'entraînement et quelques jours avant le début de la saison 2017, les White Sox échangent Bourjos aux Rays de Tampa Bay contre un joueur à être nommé plus tard.